# Рид, Робин (боксёр)
Робин Рид (англ. Robin Reid; род. 19 февраля 1971, Сефтон) — британский боксёр, представитель средних весовых категорий. Выступал за сборные Англии и Великобритании по боксу в начале 1990-х годов, бронзовый призёр летних Олимпийских игр в Барселоне. В период 1993—2012 годов боксировал на профессиональном уровне, владел титулами чемпиона мира по версиям WBC, WBF и IBO.

## Биография
Робин Рид родился 19 февраля 1971 года в поселении Сефтон графства Мерсисайд, Англия. Является наполовину ямайцем.

### Любительская карьера
Впервые заявил о себе в 1988 году, выиграв серебряную медаль на юниорском международном турнире в Братиславе.
В 1989 году стал серебряным призёром чемпионата мира среди юниоров в Пуэрто-Рико в зачёте первой средней весовой категории.
В 1990 году одержал победу на международном турнире «Таммер» в Финляндии.
Попав в основной состав английской национальной сборной, в 1991 году выступил на чемпионате Европы в Гётеборге, где в 1/8 финала был остановлен норвежцем Оле Клеметсеном, и на чемпионате мира в Сиднее, где на стадии четвертьфиналов потерпел поражение от советского боксёра Исраела Акопкохяна.
В 1992 году победил на Кубке Канады в Оттаве и дошёл до полуфинала на европейской олимпийской квалификации в Италии. Благодаря череде удачных выступлений удостоился права защищать честь Великобритании на летних Олимпийских играх 1992 года в Барселоне — в категории до 71 кг благополучно прошёл первых троих соперников по турнирной сетке, тогда как на стадии полуфиналов по очкам потерпел поражение от представителя Нидерландов Орхана Делибаша — таким образом получил бронзовую олимпийскую медаль.

### Профессиональная карьера
Вскоре по окончании Олимпиады Рид покинул расположение британской сборной и в феврале 1993 года успешно дебютировал на профессиональном уровне. В течение трёх последующих лет одержал более двадцати побед, лишь в одном его поединке была зафиксирована ничья.
Поднявшись в рейтингах, в 1996 году получил право оспорить титул чемпиона мира во второй средней весовой категории по версии Всемирного боксёрского совета (WBC). В итоге победил действующего чемпиона итальянца Винченцо Нардьелло техническим нокаутом в седьмом раунде и забрал чемпионский пояс себе. Впоследствии сумел три раза защитить этот титул, лишь во время четвёртой защиты в декабре 1997 года уступил его южноафриканцу Тулани Малинге, потерпев поражение единогласным решением судей.
В феврале 1999 года предпринял попытку завоевать титул чемпиона мира по версии Всемирной боксёрской организации (WBO), но раздельным судейским решением проиграл действующему чемпиону, непобеждённому валлийцу Джо Кальзаге.
В июне 2000 года боксировал за титул чемпиона мира по версии Всемирного боксёрского союза (WBU), однако единогласным решением проиграл итальянцу Сильвио Бранко.
Наконец, в декабре 2000 года всё-таки стал чемпионом мира, выиграв техническим нокаутом у Майка Гормли в бою за титул Всемирной боксёрской федерации (WBF). Пять раз защитил этот титул, в том числе победил достаточно сильного аргентинца Хулио Сесара Васкеса.
В декабре 2003 года в Германии состоялся бой между Робином Ридом и непобеждённым немцем Свеном Оттке, при этом на кону стояли принадлежавшие Оттке титулы чемпиона мира по версиям Всемирной боксёрской ассоциации (WBA) и Международной боксёрской федерации (IBF) во втором среднем весе. Противостояние между ними продлилось все отведённые 12 раундов, в итоге судьи единогласно отдали победу Оттке.
В июне 2004 года Рид единогласным решением выиграл у соотечественника Брайана Мэги, получив титул чемпиона мира по версии Международной боксёрской организации (IBO).
В августе 2006 года в объединительном бою за титулы IBO и IBF досрочно проиграл американцу Джеффу Лейси.
В ноябре 2007 года боксировал с соотечественником Карлом Фрочем за титул чемпиона Великобритании во втором среднем весе, но проиграл в связи с отказом от продолжения боя после пятого раунда.
Завершил карьеру профессионального боксёра, потерпев поражение техническим нокаутом от шотландца Кенни Андерсона в октябре 2012 года — на кону стоял титул чемпиона Великобритании во второй средней весовой категории. В общей сложности провёл среди профессионалов 51 бой, из них 42 выиграл (в том числе 29 досрочно), 8 проиграл, в одном случае была зафиксирована ничья.